# Гавро Лайош
Ла́йош Га́вро (Лю́двиг Матві́йович Га́вро) (угор. Gavró Lajos, 28 грудня 1894 , Брашов, Трансильванія, Австро-Угорщина  — 23 травня 1938 , Хабаровськ, Далекосхідний край, РРФСР, СРСР ) — радянський військовий діяч, комбриг, угорський інтернаціоналіст, активний учасник Громадянської війни в Росії.

## Біографія
Народився в м. Брашов (нині місто в Румунії; тоді в складі Австро-Угорщини) в шахтарській сім'ї. Угорець за походженням. З 1912 року — член соціал-демократичної партії. Засуджений до страти за революційну та політичну агітацію, вирок замінено відправленням у штрафну роту.
Під час Першої світової війни воював на сербському та італійському фронтах, прапорщик 32-го гонведського полку австро-угорської армії. 22 травня 1916 року потрапив у російський полон; від 1916 до січня 1917 року перебував у таборах під Саратовом та у м. Вольськ (нині місто Саратовської обл., РФ). Від червня 1917 — член РСДРП(б), брав участь у формуванні загонів з іноз. громадян, зокрема угорців, для участі в громадянській війні. Зблизився з іншими угорськими соціал-демократами — Мате Залкою, Тібором Самуелі. У 1918 році — командир 1-го Астраханського полку інтернаціоналістів, комендант м. Астрахань
Від березня 1919 року — в Україні, командир 3-го Київського стрілецького інтерполку, член угорської групи Федерації іноземних комуністів у Києві, пізніше командував 173-ю бригадою, брав участь у боях з військами А. Денікіна під час захоплення більшовиками Києва, кілька місяців був військовим комендантом Києва. Воював на польсько-радянському фронті (див. Польсько-радянська війна 1920). Після закінчення війни — київський губернський військовий комісар, начальник Всевобучу України та Криму, помічник командувача військ Українського військового округу. У 1924—1926 роках — на підпільній партійній роботі в Болгарії. Засуджений до страти, але втік з-під арешту.
Від 1926 до жовтня 1928 року — на дипломатичній роботі, керуючий Генеральним консульством СРСР в м. Урумчі (Зх. Китай). Слухач міжнародної Ленінської школи та Особливої групи Червонопрапорної військової академії РСЧА ім. М. Фрунзе. Від квітня 1931 року — командир 50-ї стрілецької дивізії, потім — командир 92-ї Далекосхідної стрілецької дивізії.
Нагороджений двома орденами Червоного Прапора (1919, 1924).
Арештований 1937 року, звинувачений у шпигунстві, проходив у справі маршала В. Блюхера. Страчений за наказом «трійки». Його образ послужив угорському письменнику Мате Залка прототипом головного героя оповідання «Безсмертя» та роману «Комети повертаються».
Дочка Мате Залки, заслужений працівник культури РСФСР Наталія Залка припускала, що Лайош Гавро не був страчений у 1930-х роках. У 1955 році дружина Лайоша Гавро отримала листа, в якому повідомлялося, що той живий і сподівається на реабілітацію. Пізніше його начебто бачили 1959 року в одному з санаторіїв: із спотвореною зовнішністю, без ноги, без ока, з покаліченою рукою. Однак усі спроби знайти його залишилися безрезультатними.

## Факти
На честь Лайоша Гавро у 1970 році було названо вулицю в Києві (район Оболонь). Розпорядженням Київського міського голови від 19 лютого 2016 р. вулицю було перейменовано на Йорданську.
На честь Лайоша Гавро також носила назву вулиця в селі Рокитне Рівненської області.